# Un pueblo es
«Un pueblo es» es una canción compuesta e interpretada por la cantante española María Ostiz, publicada en 1977.

## Descripción
A modo de balada y con acompañamiento de guitarra, el tema es un elogio al esfuerzo colectivo de un pueblo o colectivo, al que no se debe intentar deslumbar con frases huecas y canciones que inciten al odio. Se ha interpretado en ocasiones como una respuesta crítica, desde posiciones conservadoras, a la llamada canción de protesta, tan en boga en la España del momento. Pese a ello, la canción fue prohibida en Argentina y Chile, en aquella época regidas por sendas dictaduras militares.
Se trata de uno de los mayores éxitos en la carrera de la artista.